# 羅伯特·S·曼德爾松
羅伯特·S·曼德爾松（Robert S. Mendelsohn，1926年7月13日—1988年4月5日）是美國兒科醫生、反疫苗接種者和醫疗家長式作风主义的批評者，曾任全国健康联盟名誉主席。
他譴責不必要的外科手術和濫用化學藥物的危险，他提醒讀者註意公共衛生政策的失敗，例如1976年豬流感爆發以及對懷孕期間服用藥物己烯雌酚的婦女的女兒造成的傷害。他將現代醫療行業描繪成強大的宗教，以不誠實為中心。他谦逊的態度吸引了一批同樣意見的公眾，他的著作好評如潮，但這些著作激怒了他的医药同行。
曼德爾松曾在报纸上撰写了一个名为“人民之醫”的联合专栏，并制作了一份同名新闻報，该報在他去世后一直持续出版到1992年。曼德爾松總共出版過五部著作，最知名的是《一位醫學異端的懺悔》、《医生如何操纵女性》、《別管醫生怎麼說，如何養出一個健康的孩子》。曼德爾鬆也曾參加過500多个电视節目和广播訪談。